# Martin Isaacs
Irving Martin "Marty" Isaacs (Nova Iorque, 14 de abril de 1940) é um matemático estadunidense, que trabalha com teoria dos grupos e teoria de representação, professor emérito de matemática da Universidade de Wisconsin-Madison. Mora atualmente em Berkeley, Califórnia, e participa ocasionalmente no MathOverflow.

## Biografia acadêmica
Isaacs obteve um Ph.D. na Universidade Harvard em 1964, orientado por Richard Brauer. De ao menos 1979 a 2011 foi professor da Universidade de Wisconsin-Madison. Em maio de 2011 aposentou-se. O Mathematics Genealogy Project lista-o com 28 alunos de doutorado.

## Livros
Isaacs e conhecido como autor de Character Theory of Finite Groups (publicado em 1976), um dos mais conhecidos livros introdutórios sobre teoria do caráter e teoria da representação de grupos finitos.
Isaacs é também autor do livro Algebra: A Graduate Course (publicado em 1994; republicado em 2009), que recebeu revisões altamente positivas. Adicionalmente, é autor de Finite Group Theory (publicado em 2008).

## Honrarias
Isaacs é fellow da American Mathematical Society.